# Xã Scott, Quận Allegheny, Pennsylvania
Xã Scott (tiếng Anh: Scott Township) là một xã thuộc quận Allegheny, tiểu bang Pennsylvania, Hoa Kỳ. Năm 2010, dân số của xã này là 17.024 người.